# 魚住勉
魚住 勉 (うおずみ べん、1947年1月1日 - ）は、日本のコピーライター、作詞家。

## 経歴
熊本県出身。熊本県立熊本高等学校、慶應義塾大学経済学部卒業。
1983年に女優の浅野温子と結婚。長男は元NHKアナウンサーの魚住優。
日本デザインセンター、サン・アド勤務を経て1979年に独立。コピーライターとして伊勢丹、丸井、小学館、パルコ、サントリー、キリンビール、高橋酒造など数多のCM・ポスターのコピーを担当する。かつては糸井重里、仲畑貴志、川崎徹らと共に″コピーライター四天王″と呼ばれていた。
東京コピーライターズクラブ賞、東京アートディレクターズクラブ賞ほか多くのグランプリを受賞している。
作詞家としては、作曲家の馬飼野康二とのコンビで葵司朗＆日野美歌「男と女のラブゲーム」、児島未散「ジプシー」、WANDS「もっと強く抱きしめたなら」(上杉昇との共作) などのヒット曲がある。これまでにJASRAC賞、日本作詩家協会賞を受賞している。

## 有名なキャッチコピー
- 男の気持ちです。 (サントリー・ギフトCM)
- アイ ラブ ユー。 (同上) ※山下達郎の同タイトルのアカペラ曲のタイトルにもなっている。
- みんな、ひとりなんだ。 (サントリー・オールド)
- 二人の、オアシスを見つけた。 (同上)
- 水がある、氷がある。 (同上)
- 火がある、人がいる。 (同上)
- はじめは恋、あとで愛。 (パルコ)
- ヒップとヒップとヒップとヒップとヒップとヒップ。 (伊勢丹)
- ひとりよりふたり。 (丸井)
- もうクラブ行かない。 (高橋酒造・白岳しろ)
- 東京で飲む。 (同上)

など。

## 主な作詞作品
- 葵司朗・日野美歌
  - 男と女のラブゲーム (作曲：馬飼野康二)
- 浅香唯
  - Kiss of Fire (作曲：馬飼野康二)
  - Forever (作曲：馬飼野康二)
- 上田正樹
  - ハイウエイ (作曲：ジミーハスケル) ※日産自動車「グロリア」Y31後期型CMソング (1989年6月 - 1991年6月)
- 桂三枝 (現・六代目桂文枝) ・岡本夏生
  - 好きだから (作曲：馬飼野康二) ※「新婚さんいらっしゃい!」テーマソング
- 可愛かずみ
  - 仔猫の決心 (作曲：水谷公生)
  - メディテーション・別れ (作曲：水谷公生)
- Quncho
  - 青い夏まで待てない (作曲：馬飼野康二)
- 児島未散
  - ジプシー (作曲：馬飼野康二) ※浅野温子出演のシャンプーのCMソング
  - 白夜 (作曲：馬飼野康二)
  - ミスティ (作曲：馬飼野康二)
  - 星の涙 (作曲：Mark Davis)
  - 黒のドレス (作曲：馬飼野康二)
  - はじめての赤いバラ (作曲：馬飼野康二)
  - 季節の終りに (作曲：Mark Davis)
  - 友だち (作曲：馬飼野康二)
- 古都清乃
  - 死ぬまでおんな (作曲：岡千秋)
- 近藤真彦
  - Rain (作曲：Mark Davis)
- 酒井法子
  - ミーハー (作曲：馬飼野康二)
- CM NETWORK
  - ちちんVVの唄 (作曲：ドミートリイ・ショスタコーヴィチ) ※武田薬品工業「アリナミンV」CMソング
- ジャガー横田・木下博勝
  - 愛のデュエット (作曲：馬飼野康二)
  - おとなになったら旅立つ君に (作曲：馬飼野康二)
- しろコーラ
  - 男と女のクリスマス (作曲：吉江一男・馬飼野康二)
- 杉田二郎
  - サマーソングfor you (作曲：馬飼野康二)
  - STAY (作曲：馬飼野康二)
- 鈴木康博
  - おやすみマイ・ラブ (作曲：鈴木康博)
- 武田鉄矢・芦川よしみ
  - 男と女のラブゲーム (作曲：馬飼野康二)
  - 男と女のはしご酒 (作曲：馬飼野康二)
- 田村英里子
  - 秘密のヴェール (作曲：馬飼野康二)
  - 太陽のバカンス (作曲：馬飼野康二)
- CHA-CHA
  - アンパンマンたいそう (作曲：馬飼野康二) ※やなせたかしと共同
- 峠恵子
  - 接吻 (作曲：羽場仁志)
  - 真夏のドライブ (作曲：タケカワユキヒデ)
- 橋幸夫
  - さよならのタンゴ (作曲：吉田正)
  - 冬の海 (作曲：吉田正)
- 松崎しげる
  - 夏の恋人 (作曲：馬飼野康二)
  - 夏の夢 (作曲：馬飼野康二)
  - 誘惑 (作曲：馬飼野康二)
- 森進一
  - 愛しい人よ (作曲：馬飼野康二)
  - 夜間飛行 (作曲：馬飼野康二)
- 森恵
  - 彼女 (作曲：Mark Davis)
  - 星の涙 (作曲：Mark Davis)
- 山瀬まみ
  - 星空のエトランゼ (作曲：馬飼野康二)
  - マイケル音頭 (作曲：馬飼野康二)
  - サヨナラの子猫 (作曲：馬飼野康二)
  - マイケルNo.1! (作曲：馬飼野康二)
- 由紀さおり
  - ひき潮 (作曲：馬飼野康二)
  - ゆらゆら (作曲：馬飼野康二)
- 笠浩二
  - 30センチでつかまえて (作曲：馬飼野康二)
- WANDS
  - もっと強く抱きしめたなら (作曲：多々納好夫) ※上杉昇と共同、浅野温子出演の三井生命CMソング

## 著書
- 魚住勉の一行の恋[6]（三笠書房）2014年5月、ISBN 9784837967149